# Juseret
Juseret (Waals: Djuzret) is een dorp in de Belgische provincie Luxemburg en een deelgemeente van de gemeente Vaux-sur-Sûre. Naast Juseret liggen in de deelgemeente ook de dorpjes Bercheux en Lescheret. Het dorp Juseret zelf telt zo'n 300 inwoners, Bercheux ruim 370 en Lescheret bijna 100.

## Geschiedenis
De gemeente Juseret ontstond in 1823 door het samenvoegen van Bercheux, Ébly en Lescheret. In 1893 werd Ébly afgesplitst als zelfstandige gemeente. Bij de gemeentelijke herindeling van 1977 werd Juseret een deelgemeente van Vaux-sur-Sûre gevoegd.

## Demografische ontwikkeling
- Bronnen:NIS, Opm:1831 tot en met 1970=volkstellingen
- 1900: Afsplitsing van Ebly

## Bezienswaardigheden
- De Église Saint-Joseph
- De Ferme du Monceau

Deelgemeenten: Hompré · Juseret · Morhet · Nives · Sibret · Vaux-lez-Rosières

Overige dorpen en gehuchten: Assenois · Belleau · Bercheux · Chaumont · Chenogne · Clochimont · Cobreville · Grandru · Jodenville · La Barrière · Lavaselle · Lescheret · Mande-Sainte-Marie · Morhet-Station · Poisson-Moulin · Remichampagne · Remience · Remoiville · Rosières · Salvacourt · Sûre · Villeroux 

Belgische gemeenten · Arrondissement Neufchâteau · Luxemburg · Wallonië